# 춘천 강원도지사 구 관사
춘천 강원도지사 구 관사(春川 江原道知事 舊 官舍)는 대한민국 강원특별자치도 춘천시에 있는 건축물이다. 2004년 9월 4일 대한민국의 국가등록문화재 제107호로 지정되었다.

## 개요
이 건물은 원래 강원도지사 관사로 건립하였으나, 1999년부터 춘천문화원으로 사용하다가 현재는 춘천시청 부속 건물로 사용하고 있다. 전면 출입구에 설치한 캐노피를 지지하는 V자모양 기둥이 독특하며, 철재 옥상 난간과 반원형 벽면, 비대칭적 공간 구성 등 근대 건축의 특성을 잘 보여 준다.
독일의 표현주의적 건축성향을 보이는 디자인이 매우 우수한 건축물로 근대주의 건축특성을 잘 보여주고 있다.

## 참고 자료
- 춘천 강원도지사 구 관사 - 국가유산청 국가유산포털